# 피아노 소나타 13번 (베토벤)

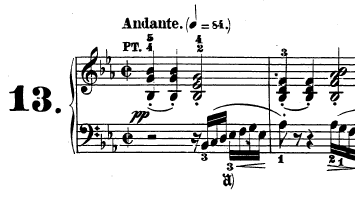

《피아노 소나타 13번 내림마장조, 작품 번호 27-1》은 루트비히 판 베토벤에 의해 쓰인 피아노 소나타로, 두 개의 소나타로 이루어진 작품 번호 27 "환상곡풍 소나타" 세트의 첫 번째 작품이다.

## 개요
작품 번호 27 세트의 첫 번째 작품인 이것은 1800년부터 1801년에 걸쳐 쓰여졌으며, 주요 주제의 스케치는 발레 음악 프로메테우스의 창조물을 쓰고 있는 시기에 이루어진 것으로 여겨진다.
출판은 14번 소나타 ("월광")과 함께 작품 번호 27로서 1802년 3월에 이루어졌다. 헌정은 베토벤의 비호자이며, 피아노의 학생이기도 했던 요제피네 폰 리히텐슈타인 후작부인에게 이루어졌다. 리히텐슈타인 후작부인의 남편인 요한 1세는 피아노 소나타 21번의 별칭의 유래가 된 발트슈타인 백작과 사촌 관계에 해당한다.
작품 번호 27 세트는 작곡자 자신에 의해 "환상곡풍 소나타"로 명명되어 있고, 엄격한 악식에 의거하는 소나타와 자유로운 환상곡과의 융합이 시도되고 있다. 본 작품에서는 소나타 형식의 악장이 하나도 놓여지지 않고, 게다가 모든 악장을 끊임없이 연주하도록 지시되어 있으며, 이것들이 형식면에서의 두드러진 특징이 되고 있다. 또 마지막 악장에 소나타의 중심이 놓여지게 되고, 이 경향은 다음 작품에 있어서 더 한층 추진되어 진다